# フォックスファイヤー
フォックスファイヤー（Foxfire）は、日本の釣具・アウトドア用品メーカーのティムコが1982年（昭和57年）より製造・販売するアウトドアブランド。
フォックスファイヤーの立ち上げに関わったのが、ライフスタイルプロデューサーでフライ・フィッシングの釣り師でもあった浜野安宏である。最初のブランドロゴマークであったスプルース（トウヒ属の針葉樹）も、浜野がカナダ・クイーンシャーロット島（ハイダ・グワイ）のヤコーン川で出会ったものを参考にしている。また、初期の商品タグには釣り竿が描かれフライフィッシングをイメージさせるいくつかの派生デザインもあった。
商品はフィッシングベストから始まったが、その生産は、出稼ぎに行かず通年働ける場所を作りたいという思いから雪深い東北の寒村に設立されてまもない茅葺屋根の農家の納屋を改造した小さな縫製工場であった。1984年よりジャケット（ブルゾン）、シャツ、ズボン、レインジャケット（合羽）、バッグ、帽子も発売し、1985年にはエアロポーラス素材を用いたウェーダー、1987年には日本で初めてとなるゴアテックス製のレインジャケットなど、新素材を採り入れた商品開発を続ける。また、ブランドを手掛けるティムコはフライロッドのオービス代理店であるが、一時期フォックスファイヤーブランドとしてフライロッドを発売していたこともある。
1989年には「FOX FIRE EXTRA」(FFX)というサブブランドも発表（1996年に終了）。1994年からはユニセックスが主流だったアウトドアウエア業界で女性向けの「フォックスファイヤーウイメン」と子供用の「フォックスファイヤーキッズ」も展開（キッズは終了）。同時に登山を意識した商品や、イギリスの毛織物ツイードの有名ブランドハリスツイードと提携したジャケット（背広上着）はじめ、John TullochやHampton Luggageといった英国ブランドとのコラボ、さらにブリーフケース、ネクタイ、財布などの皮製小物といった日常でも使えるラインナップを取り揃えるようになった。1995年よりリサイクルポリエステル素材を一部の商品に導入する環境配慮を開始。1996年にはニコンと共同で偏光グラスを開発（2001年よりサイトマスターとしてティムコの独自ブランド化し、フォックスファイヤーから切り離された）。

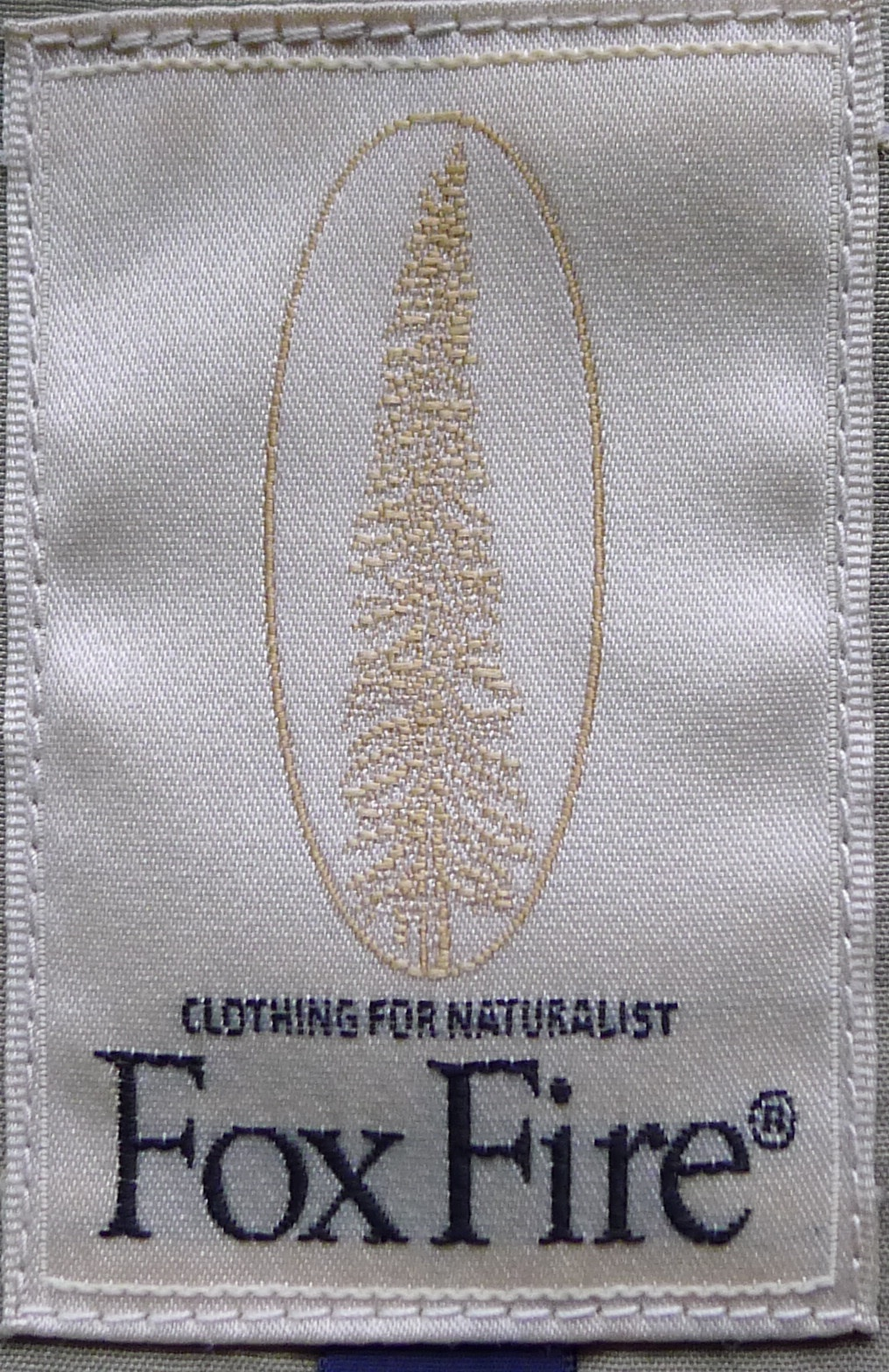
初代ロゴのゴールデンスプルース
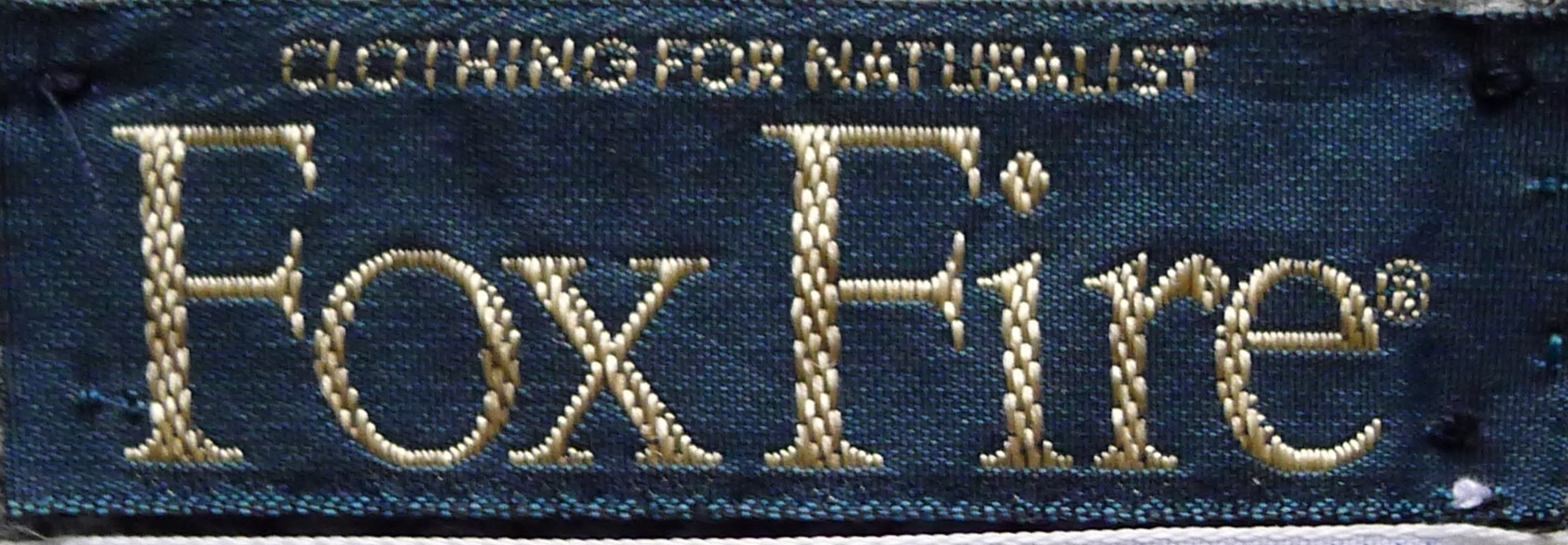
標準的なタグロゴ
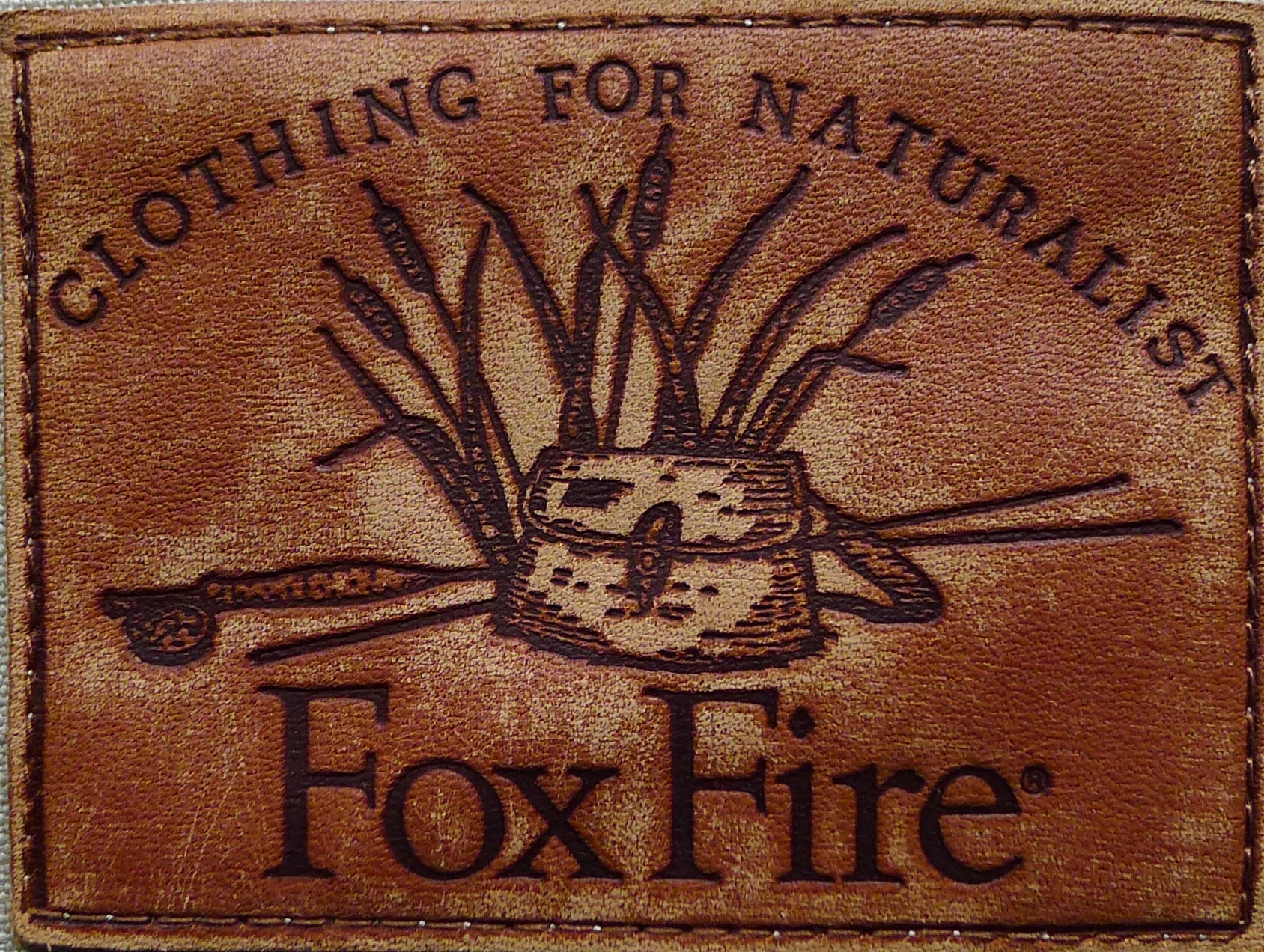
初期タグのバリエーション例
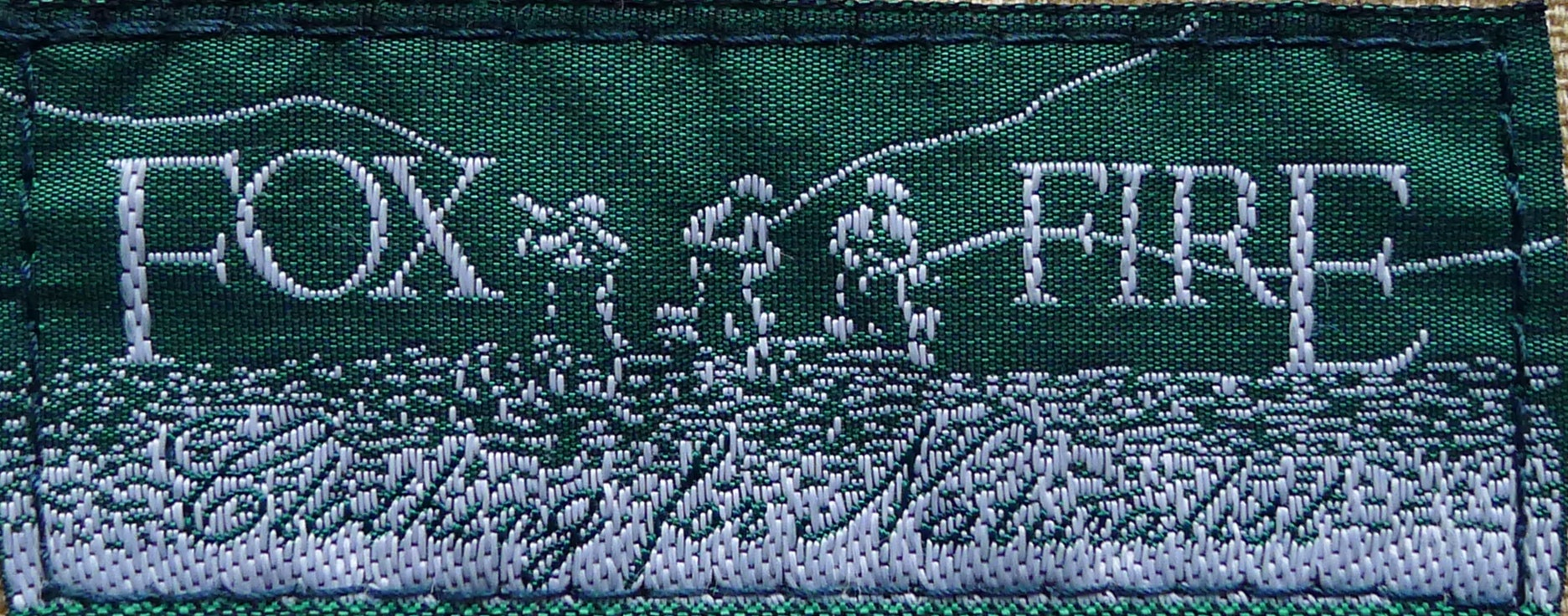
初期タグのバリエーション例
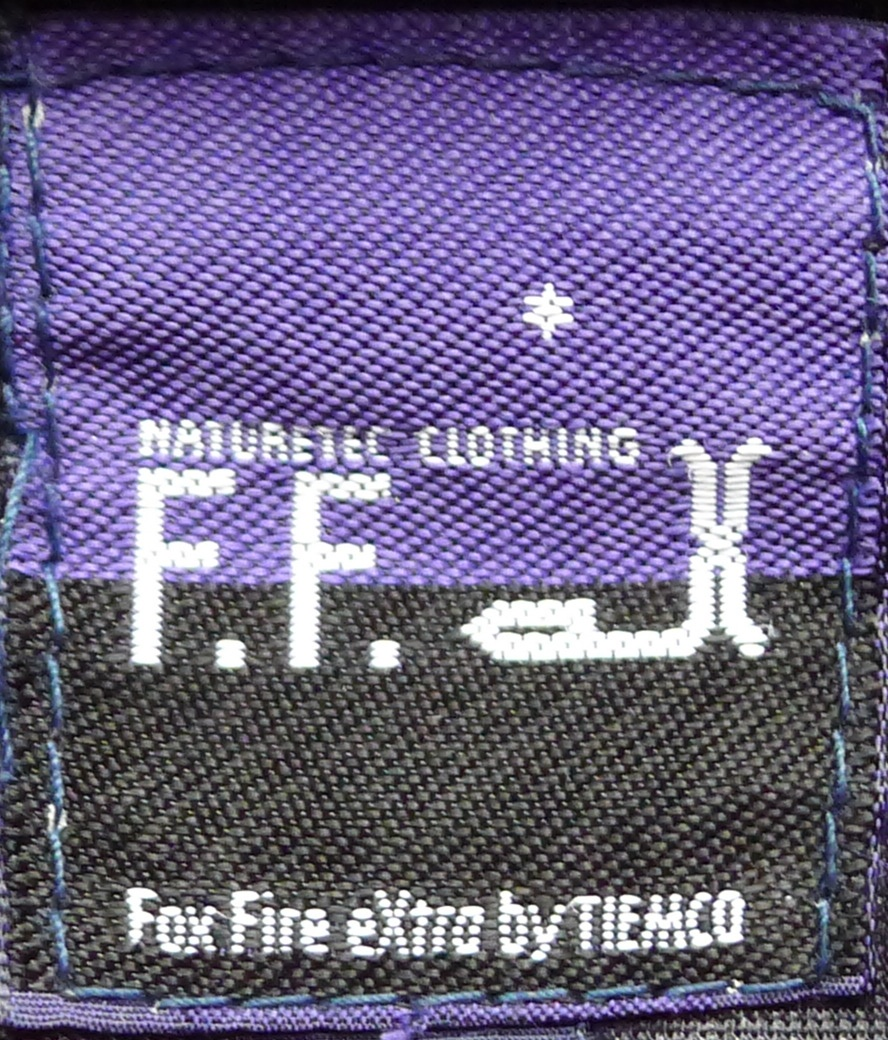
サブブランド・フォックスファイヤーエクストラのロゴ
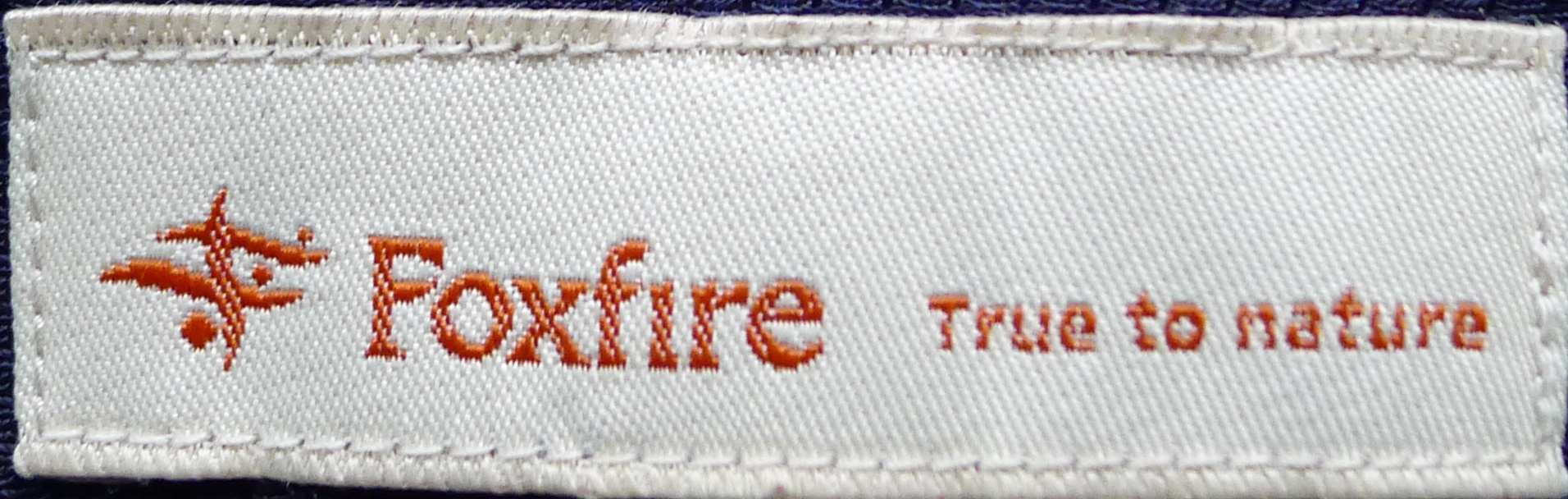
新ロゴのトライロッドとコンセプトの「True to nature」
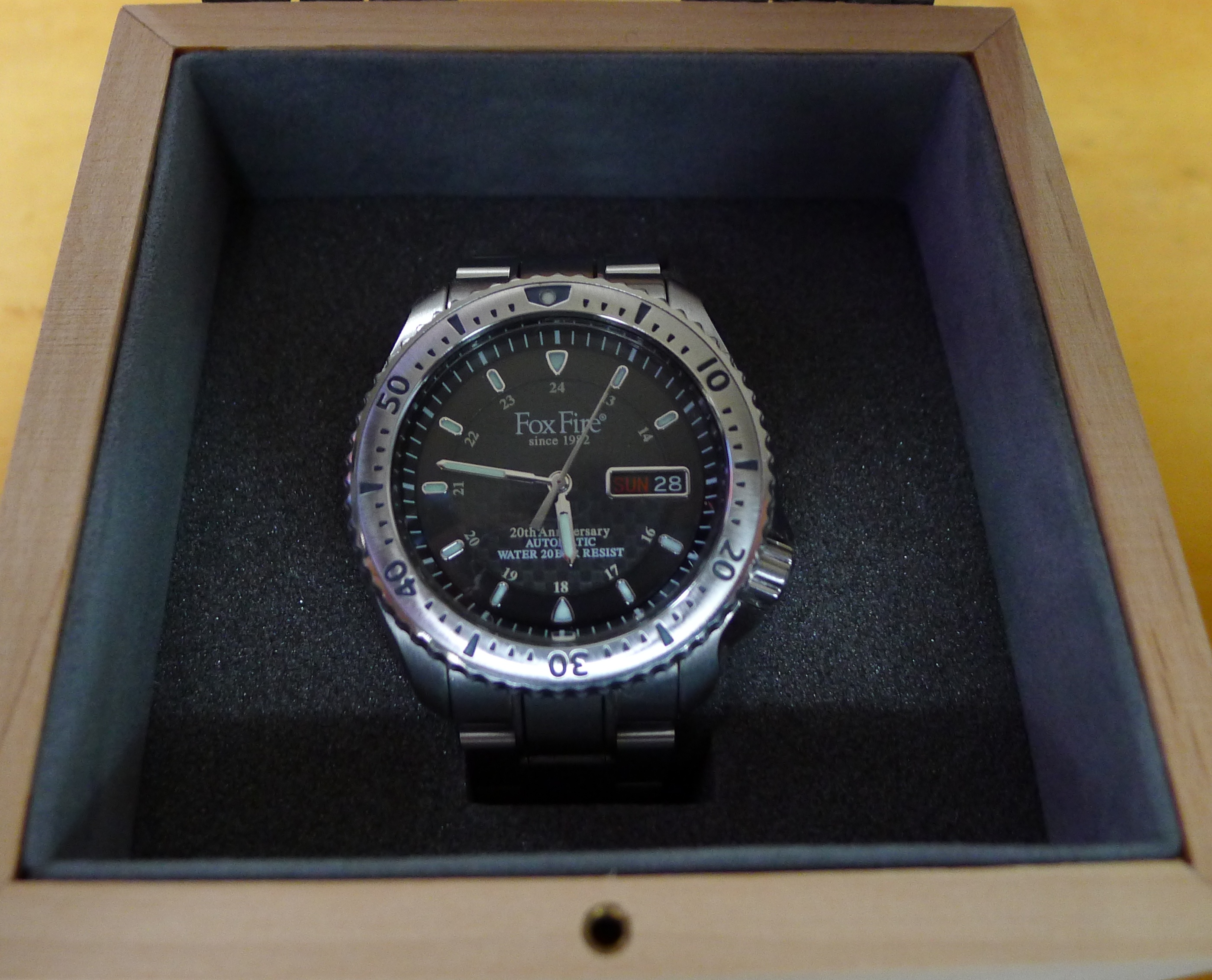
スプルースの木箱に入った20周年記念の腕時計

## 参考
1985年～2010年のカタログおよび20周年記念誌『THE CONCEPT of Fox Fire』